# Amdo
Amdo er en af de tre traditionelle regioner i Tibet, hvoraf de to andre er Ü-Tsang og Kham.
Efter at det kinesiske kommunistparti tog magten i Tibet i 1950'erne, blev Amdo annekteret af de tre kinesiske provinser Gansu, Sichuan og Qinghai.
Tenzin Gyatso den 14. Dalai Lama er født i denne region i provinsen Qinghai i byen Taktser.